# Pipit austral
Anthus australis
Espèce
Le Pipit austral (Anthus australis) est une espèce d'oiseaux de la famille des Motacillidae. Cette espèce n'est pas unanimement reconnue et certains auteurs la considèrent comme sous-espèce du Pipit de Nouvelle-Zélande (A. novaeseelandiae), notamment Clements 6th edition.

## Répartition
Cette espèce est principalement présente en Australie (Tasmanie incluse). Sa sous-espèce A. a. exiguus est endémique de la Nouvelle-Guinée.

## Sous-espèces
D'après Howard et Moore (3e édition, incl. corrigenda 8) et Alan P. Peterson, cette espèce est constituée de cinq sous-espèces :
- Anthus australis australis
- Anthus australis exiguus
- Anthus australis rogersi
- Anthus australis bilbali
- Anthus australis bistriatus

Clements (6e édition, révisée 2008) reconnaît ces sous-espèces pour l'espèce A. novaeseelandiae.